# Bubo cinerascens
Bufo-cinzento ou bufo-do-sael (Bubo cinerascens) é uma espécie de ave estrigiforme pertencente à família Strigidae.
1. ↑  «Strigidae». Aves do Mundo. 26 de dezembro de 2021. Consultado em 5 de abril de 2024
2. ↑  Paixão, Paulo (Verão de 2021). «Os Nomes Portugueses das Aves de Todo o Mundo» (PDF) 2.ª ed. A Folha — Boletim da língua portuguesa nas instituições europeias. ISSN 1830-7809. Consultado em 5 de abril de 2024. Cópia arquivada (PDF) em 23 de abril de 2022